# Paulino Búrigo
Paulino Búrigo (Cocal do Sul, 11 de março de 1923 — 15 de novembro de 1974) foi um comerciante e político brasileiro.
Filho de Luís Búrigo e de Santina Cechinel Búrigo. Casou com Norma Bortoluzzi Búrigo.
Foi deputado à Assembleia Legislativa de Santa Catarina na 4ª legislatura (1959 — 1963).